# عبد الرحمن درواز
عبد الرحمن درواز (مواليد 12 ديسمبر 1955) هو لاعب كرة قدم. يلعب مع منتخب الجزائر لكرة القدم. سبق له أن لعب في الألعاب الأولمبية الصيفية مع منتخب بلاده.

## روابط خارجية
- عبد الرحمن درواز على موقع الاتحاد الدولي (مؤرشف)  (الإنجليزية)
- عبد الرحمن درواز على موقع قاعدة بيانات كرة القدم.إي يو (الإنجليزية)
- عبد الرحمن درواز على موقع أوليمبيديا (الإنجليزية)